# آبشار نیستویاک
آبشار نیستویاک (انگلیسی: Nistowiak Falls) یکی از مرتفع‌ترین آبشارهای استان ساسکاچوان کشور کانادا است. این آبشار در مسیر رودخانه رپید ریور قرار دارد.